# Fanarioti
Fanarioti (grško Φαναριώτες) so bili v Osmanskem imperiju po večini grško govoreči prebivalci mestne četrti Carigrada, ki se je imenovala Fanar. V četrti je bil sedež ekumenskega patriarha, ki je bil verski in administrativni vodja pravoslavnega mileta. Večina fanariotov je bila potomcev plemiških družin iz bizantinskega cesarstva. 
Vpliv fanariotov se je začel večati od sredine 17. stoletja naprej, ko so začeli pridobivati visoka mesta na osmanskem dvoru. Njihov ugled se je začel povečevati, ko so zaradi znanja zahodnoevropskih jezikov postali tolmači Visoke porte in začeli prevzemati oblastne položaje. Med drugim so v 18. stoletju vladali v osmanskih odvisnih kneževinah Moldaviji in Vlaški.
Leta 1821 so fanarioti odigrali pomembno vlogo v začetkih grške vojne za neodvisnost.